# Międzygórski Potok
Międzygórski Potok, Międzygórski, Potok Międzygórze, Międzygórze – potok, lewy dopływ Krośnicy o długości około 2,2 km.
Potok wypływa z dwóch stokowych źródeł na południowych stokach Pasma Lubania w miejscowości Krościenko nad Dunajcem. Jedno z nich znajduje się na wysokości 614 m, drugie 610 m. Spływa w kierunku północno-wschodnim, później północno-wschodnim i na wysokości 425 m uchodzi do Krośnicy w centrum Krościenka.